# 輸入デフレ論
輸入デフレ論（ゆにゅうデフレろん）とは、安価な輸入品によってデフレーションが起きるとする考え方。輸入デフレ説とも言う。

## 概要
日本の平成デフレは、中国を初めとした新興国からの安価な輸入品によって引き起こされたとする説である。中国を中心とするアジア諸国の工業化が急速に進んだ結果、これらの国々からの廉価な製品が流入しそれが日本の物価を押し下げる原因であるとしている。

## 内閣府の見解
2001年（平成13年）度経済財政白書は「中国等からの安い輸入品の流入、ITを中心とした技術革新、流通合理化等の物価を引き下げる構造的な要因が、強まっている。安値輸入品の影響を具体的にみると、繊維製品やテレビ・VTRといった耐久消費財では、1999年以降、輸入品が大幅に増加しており、中でも中国からの輸入比率が上昇している。中国を始めとするアジア諸国の供給力増大による現地生産品の輸入増加が、製品価格を押し下げている。これら電気製品やその他機械類については、中国での現地生産化が一段と進むとみられることから、当面、価格下落圧力が継続する可能性が高い」と論じている。
2003年4月の内閣府の報告書は「中国デフレ輸出論について、そうした影響は否定できないが、日本のデフレに対する影響は小さいと判断できる」と論じている。

## 日本銀行の見解
2002年2月の日本銀行の実証研究レポートは「アジア経済からの輸入品は、消費者物価下落の直接的な要因であり、国内輸入競合品の価格を引き下げることによって物価下落の間接的な要因としても作用した」と論じている。

## 輸入デフレ論を主張する学者の見解
東京大学大学院経済学研究科教授の渡辺努は、日本、アメリカ、イギリス、韓国、香港、台湾の6カ国について、供給ショック（オイルショックのように特定の品目の価格がその他の商品に比べて変化する現象）が物価に及ぼす影響について実証的な検討を行い、デフレがグローバルな供給ショックによって生じている可能性があると指摘している。
元国際金融局長の榊原英資は「日本のデフレは景気後退に伴う物価下落ではなく、構造的要因を持ったものである。原因は、グローバリゼーション、日本の場合は中国を中心とする東アジアとの市場・企業主導の実質的経済競合である。日本の場合、デフレといっても耐久消費財の価格下落の寄与率が高く、その他の消費、食料、ガソリン、サービスなどの価格はほぼ安定している。つまり、人々が日常的に購入する財の価格は継続的に下降しているわけではない。耐久消費財については、消費が広範に広がり競争が激しいので、下落するのは当然のことである」と指摘している。
元一橋大学経済学部教授の野口悠紀雄は「日本が1990年代の半ば以降長期にわたる停滞に陥った基本的な原因は、新興国の工業化である。韓国、台湾、そして中国が工業化し、安い労働力を使って安い工業製品を生産できるようになったことが日本の製造業の成長を抑え、経済停滞とデフレをもたらした。反論として『アメリカも他の国も、日本と同様の影響を受けるはずだから、日本だけが停滞したのはおかしい』と言われることがある。日本とアメリカの物価動向は、大きく違う。日本はデフレになったが、アメリカはならなかった。問題は、雇用の受け皿だ。アメリカでは製造業より生産性が高いサービス業が引き受けたのに対して、日本では製造業より生産性が低いサービス業が引き受けたのだ。ここに大きな違いがある」「日米の物価動向の差は、消費構造の違いによる面が大きい」と指摘している。
黒田東彦は「人民元が安くなり過ぎれば、日本の輸出業者は利益が出せず、輸入した商品が極端に安ければ日本国内のデフレが悪化する」と指摘している。
エコノミストの伊藤洋一は「海外生産製品が安い人件費でできるとなると、国内で生産される同種の製品は汎用ではなくなる。つまり一部の高い品質のものに拘る消費者は国産に残るかもしれないが、大部分の人はベトナムなど途上国の労働者が作ったものを使うことになる。多くの製品が実は『海外産』であって、そうした国内産からの切り替わりの中で日本の物価下落圧力が生まれている」と述べている。

## 反論
「輸入デフレ論」は、中国企業とのコスト競争に挑むビジネスマンや、身の回りに廉価な輸入品が増えていることを実感している消費者から根強い支持を得てきたが、「輸入デフレ論は経済学の教科書を理解していない人の戯言」と断言して憚らない経済学者もいる。
中国から安い製品を輸入している国はいくらでもあるため、日本だけが長期的なデフレになっていることを説明したことにはならないと指摘する意見がある。
エコノミストの片岡剛士は「日本と同等かそれ以上の輸入比率であってかつ中国からの輸入を進めている国ではデフレが生じることになる。ただし現実はそうはなっていない。10年超もデフレが続くのは日本のみである。個別財（相対価格）の価格低下という現象と、個別財の動きを総合した一般物価の低下という現象は違うのだという視点が重要である」と指摘している。
根津利三郎は、「米国でも欧州でも中国やアジアからの安物は溢れかえっている。これらの国における中国からの輸入品はGDP比で概ね2%で、日本と大差ない。従って日本のデフレはグローバリゼーションの影響と結論付けすることは出来ない」と指摘している。
経済学者の高橋洋一は「OECD諸国で中国からの輸入の対GDP比率が日本より大きい韓国、ニュージーランド、チェコ、ハンガリーはデフレでない」と指摘している。
経済学者の岩田規久男は「日本では最近（2005年）、中国からの輸入品に限らず、国内の非輸入競争財の価格も下がっている」と指摘している。
経済学者の田中秀臣は「日本経済に数%しかウェイトを占めていない中国からの輸入がデフレをもたらすわけはないし、中国はそもそもインフレである。原因とする国がデフレでないのに、なぜ日本はデフレなのか。それは、日本のデフレが構造的なものでなく、総需要の不足によるものである」「中国を含む諸外国からの輸入財の価格下落が一般物価水準に影響を与えたとしても、野口悠紀雄自身が試算したデータを採用したところで、年間0.25%である。マイナス1%のデフレがあるとしても、残りの物価下落の七割以上は、なぜ生じたのかという点を考察する方がより重要である」と指摘している。
田中秀臣は「安くなった貿易財を買えることは、日本国民の購買力を増やすことになるためデフレにはつながらない。所得が一定であればより安いモノを多く買えるか、他の財・サービスを購入する余地が増えるだけである」と指摘している。また田中は「1930年代の昭和恐慌時にも、中国資本がデフレの原因だと言った人が多く存在した。自国の政策ミスを他国のせいにしたがっているだけである」と指摘している。
経済学者の若田部昌澄は「変動相場制の場合はありえないが、固定相場制の場合はありえないわけではないという程度の話である。しかし、中国と固定相場制になっているアメリカはデフレになっていない」と述べている。若田部は「輸入品の価格が下がると物価もそれに応じて下がるという関係が見られないわけではないが、それは短期的にしか起きない」と指摘している。